# Кендалл, Сай
Сай Кендалл (англ.  Cy Kendall), имя при рождении Сайрус Уиллард Кендалл (англ. Cyrus Willard Kendall) (10 марта 1898 — 22 июля 1953) — американский актёр театра, радио, кино и телевидения 1930—1950-х годов.
За свою карьеру Кендалл сыграл в 140 фильмах, среди которых «Сан-Франциско» (1936), «Они не забудут» (1937), «Горбун из Нотр-Дама» (1939), «Моя любимая супруга» (1940), «Святой берётся за дело» (1940), «Джонни Игер» (1941), «Дорога в Марокко» (1942), «Приключения Тарзана в Нью-Йорке» (1942), «Свистун» (1944), «Улица греха» (1945), «Леди в озере» (1946) и «Звонить: Нортсайд 777» (1948). Кендалл играл постоянную роль хозяина ломбарда Джамбо Мэдигана в трёх фильмах детективного киносериала о Бостонском Блэки — «Псевдоним Бостонский Блэки» (1942), «Бостонский Блэки едет в Голливуд» (1942) и «После полуночи с Бостонским Блэки» (1943).

## Ранние годы и театральная карьера
Сай Кендалл родился 10 марта 1898 года в Сент-Луисе, Миссури, США, его имя при рождении — Сайрус Уиллард Кендалл.
Кендаллу было восемь лет, когда он дебютировал как актёр в легендарном Театре Пасадены. Позднее, во взрослом возрасте дородный Кендалл стал членом-учредителем группы «Восемнадцать актёров» в Театре Пасадены (англ.  Eighteen Actors Inc), где был актёром и/или режиссёром более чем 100 театральных постановок.

## Карьера на радио
С начала 1930-х годов Кендалл стал выступать на радио, где в 1932 и 1935 годах играл в многочисленных эпизодах радиосериала о Тарзане, в 1936—1939 и 1944—1950 годах работал в программе-антологии «Радиотеатр „Люкс“», в 1938 году озвучивал десятки эпизодов детского радиосериала о Коричном мишке (англ. The Cinnamon Bear). Он также играл в радиопрограммах «Мэр города» (англ. Mayor Of The Town) (1942—1944) и «Семейный театр» (англ. Family Theater) (1947—1948).
Помимо этих постоянных ролей, Кендалл также участвовал в записи отдельных эпизодов таких радиошоу, как «Большой город» (1937—1942), «Кид Галахэд» (1938), «Ангел» (1940), «Восстань, моя любовь» (1942), «Захватить город» (1942). «Лётчик-испытатель» (1942), «В старом Чикаго» (1944), «Неспетый герой» (1948), «Это происходит каждую весну» (1949), «Милдред Пирс» (1949) и «Все мои сыновья» (1950).

## Карьера в кинематографе
В 1935 году Кендалл начал сниматься в кино, где его первыми картинами были криминальные короткометражки студии Metro-Goldwyn-Mayer из цикла «Преступление не окупается», такие как «Водитель в аварии» (1935) и «Общество платит» (1936).
В том же году Кендалл начал играть и в полнометражном кино, сыграв небольшие роли (без указания в титрах) торговца фруктами в низкобюджетной комедии «Леди-автостопщица» (1935) и детектива — в «Его ночь в городе» (1935).
В 1936 году у Кендалла было уже двенадцать картин, среди которых музыкальная мелодрама с Кларком Гейблом «Сан-Франциско» (1936), где Кендалл был старшим официантом. Он также сыграл заметные роли в двух вестернах с Джоном Уэйном: в фильме «Король реки Пекос» (1936) он был захватчиком земель и убийцей, а в «Одинокой тропе» (1936) — коррумпированным генерал-адъютантом. В третьем фильме года с Уэйном, боевике «Морские преступники» (1936), Кендалл сыграл детектива. Он также снялся в криминальной мелодраме с Робертом Янгом «Заклятый враг» (1936) и предстал в образе рэкетира в криминальной мелодраме «Утреннее издание» (1936).
Год спустя Кендалл появился в тринадцати картинах, среди них значимая криминальная драма «Они не забудут» (1937) с Клодом Рейнсом, где Кендалл был детективом. Он также был детективом в криминальной мелодраме «Это могло случиться с тобой» (1937), а в криминальной мелодраме «Полуночный суд» (1937) был репортёром. В 1938 году Кендалл также работал в тринадцати картинах, включая криминальную мелодраму с Хамфри Богартом «Школа преступности» (1938), где он был жестоким начальником школы, криминальную мелодраму с Лью Эйрсом «Молодой доктор Килдэр» (1938) и вестерн с Джоном Уэйном «Долина гигантов» (1938), где Кендалл был шерифом. Среди тринадцати фильмов 1939 года были такие картины, как «Горбун из Нотр-Дама» (1939) с Чарльзом Лоутоном, где Кендалл сыграл эпизодическую роль дворянина, и вестерн «Маршал границы» (1939), где у Кнндалла также была эпизодическая роль карточного игрока. Более заметные роли Кендалл сыграл в исторической драме «Вставай и борись» (1939), и мелодраме с Энн Шеридан «Ангелы умываются» (1939).
В 1940 году у Кендалла было пятнадцать картин, среди которых романтическая комедия с Кэри Грантом «Моя любимая супруга» (1940), где у Кендалла была эпизодическая роль полицейского, детективный триллер с Джорджем Сандерсом «Святой берётся за дело» (1940), где Кендалл был членом мафиозной банды, криминальная комедия с Джорджем Рафтом «Дом на другом берегу залива» (1940) и романтическая комедия с Микки Руни «Энди Харди встречает дебютантку» (1940). На следующий год вышло девять фильмов с участием Кендалла, наиболее заметными среди которых были фильм нуар с Робертом Тейлором «Джонни Игер» (1941), где Кендалл сыграл главаря банды гангстеров, а также биографическая мелодрама с Грир Гарсон «Цветы в пыли» (1941).
В 1942 году Кендалл сыграл в десяти фильмах, в том числе, был полковником в приключенческом экшне «Тарзан в Нью-Йорке» (1942), исполнил роль связанного с преступным миром владельца ломбарда и друга заглавного героя в криминальных комедиях «Псевдоним Бостонский Блэки» (1942) и «Бостонский Блэки едет в Голливуд» (1942), а также эпизодическую роль торговца фруктами в приключенческой комедии с Бингом Кросби и Бобом Хоупом «Дорога в Марокко» (1942). Год спустя Кендалл сыграл ещё в двух фильмах про Бостонского Блэки — «Шанс всей жизни» (1943) и «После полуночи с Бостонским Блэки» (1943), а также предстал в образе детектива в фильме нуар «Шепчущие шаги» (1943). В 1944 году Кендалл сыграл в шестнадцати фильмах, в частности, был барменом в вестерне с Джоном Уэйном «В седле» (1944), а в биографической драме «Уилсон» (1944) он сыграл нью-йоркского политика Чарльза Мерфи. Он снова был барменом в фильме нуар «Свистун» (1944), а также был вором и убийцей в криминальной комедии «Чёрный кот» (1944) из серии про Чарли Чана.
Год спустя Кендалл появился в небольших ролях в фильмах нуар «Улица греха» (1945), «Загнанный в угол» (1945), где был детективом, и «Сила Свистуна» (1945), где был нечистым на руку аптекарем. Всего в 1945 году у Кендалла было одиннадцать фильмов, а год спустя их было семь, среди них фильм нуар «Леди в озере» (1946), где у него была небольшая роль тюремщика, романтическая комедия с Джоном Уэйном «Безоговорочно» (1946), где он был поручителем по внесению залога, а также фильм нуар «Стеклянное алиби» (1946), где он сыграл гангстера. В 1947 году Кендалл сыграл в романтической комедии с Лореттой Янг «Дочь фермера» (1947), а также в фильмах нуар «Отчаянный» (1947) в роли гангстера и «Похорони меня мёртвой» (1947) в роли детектива. До конца 1940-х годов Кедалл сыграл ещё в девяти фильмах, среди которых фильм нуар с Джеймсом Стюартом «Звонить: Нортсайд 777» (1948), где у Кендалла была небольшая роль бармена, и фильм нуар с Джорджем Рафтом «Уличная гонка» (1948), где Кендалл был клиентом, которому чистят обувь. В 1950 году Кендалл последний раз появился на большом экране, сыграв эпизодическую роль капитана в музыкальной комедии «Нэнси едет в Рио» (1950).

## Карьера на телевидении
В 1948 году Кендалл дебютировал на телевидении в криминальном сериале «Общественный обвинитель», а в 1949 году сыграл в программе «Кабинетный детектив», которая транслировалась в прямом эфире. В 1949—1950 годах у Кендалла была постоянная роль в еженедельном детективном сериале «Тайны Чайнатауна», а в 1951 году он сыграл в эпизоде детективного сериала «Детектив на первую полосу».

## Актёрское амплуа и оценка творчества
Обладая массивным телосложением, квадратной челюстью и глубоким голосом, Кендалл часто играл полицейских и начальников полиции, детективов, тюремных надзирателей, партийных политиканов, офицеров, барменов, репортёров и гангстеров.

## Личная жизнь
Сай Кендалл был женат вплоть до своей смерти, у него было 3 детей.

## Смерть
Сай Кендалл умер 22 июля 1953 года в возрасте 55 лет в Вудленд-Хиллз, Лос-Анджелес, Калифорния, от проблем с сердцем.

## Фильмография
| Год        |   | Русское название                     | Оригинальное название              | Роль                                                              |
| ---------- | - | ------------------------------------ | ---------------------------------- | ----------------------------------------------------------------- |
| 1935       | ф | Его свободный вечер                  | His Night Out                      | детектив (в титрах не указан)                                     |
| 1935       | ф | Водитель аварии                      | Hit-and-Run Driver                 | Фрэнки (в титрах не указан)                                       |
| 1935       | ф | Леди - автостопщица                  | Hitch Hike Lady                    | торговец фруктами (в титрах не указан)                            |
| 1936       | ф | Утренний выпуск                      | Bulldog Edition                    | Ник Энрайт                                                        |
| 1936       | ф | Танцующие ножки                      | Dancing Feet                       | гостиничный детектив                                              |
| 1936       | ф | Горячие деньги                       | Hot Money                          | Джо Морган                                                        |
| 1936       | ф | Король реки Пекос                    | King of the Pecos                  | Александер Стайлс                                                 |
| 1936       | ф | Одинокая тропа                       | The Lonely Trail                   | генерал-адъютант Бенедикт Холден                                  |
| 1936       | ф | Охота на человека                    | Man Hunt                           | шериф                                                             |
| 1936       | ф | Морские преступники                  | Sea Spoilers                       | детектив                                                          |
| 1936       | ф | Заклятый враг                        | Sworn Enemy                        | Симмонс                                                           |
| 1936       | ф | Женщины – это проблема               | Women Are Trouble                  | инспектор Мэтсон                                                  |
| 1936       | ф | Танцующий пират                      | Dancing Pirate                     | кок на «Баунсин Бетти» (в титрах не указан)                       |
| 1936       | ф | Великолепный грубиян                 | The Magnificent Brute              | начальник полиции (в титрах не указан)                            |
| 1936       | ф | Общественные платежи                 | The Public Pays                    | начальник полиции Джон Карни (в титрах не указан)                 |
| 1936       | ф | Сан-Франциско                        | San Francisco                      | главный официант (в титрах не указан)                             |
| 1937       | ф | Праздник Энджел                      | Angel's Holiday                    | шеф полиции Дэвис                                                 |
| 1937       | ф | Навлекать неприятности               | Borrowing Trouble                  | шеф Келли                                                         |
| 1937       | ф | Это могло случиться с тобой          | It Could Happen to You             | детектив                                                          |
| 1937       | ф | Земля вне закона                     | Land Beyond the Law                | Слейд Хенаберри                                                   |
| 1937       | ф | Познакомься с парнем                 | Meet the Boy Friend                | Уолтерс                                                           |
| 1937       | ф | Тень наносит удар                    | The Shadow Strikes                 | Броссетт                                                          |
| 1937       | ф | Они не забудут                       | They Won't Forget                  | детектив Лейнарт                                                  |
| 1937       | ф | Горячая вода                         | Hot Water                          | начальник полиции (в титрах не указан)                            |
| 1937       | ф | Полуночный суд                       | Midnight Court                     | Милт, репортёр (в титрах не указан)                               |
| 1937       | ф | Общественная свадьба                 | Public Wedding                     | капитан полиции (в титрах не указан)                              |
| 1937       | ф | Белая повязка                        | White Bondage                      | Риккетс (в титрах не указан)                                      |
| 1937       | ф | Она любила пожарного                 | She Loved a Fireman                | заместитель комиссара по пожарам (в титрах не указан)             |
| 1937       | ф | Золото там, где ты его найдёшь       | Gold Is Where You Find It          | Кингэн (в титрах не указан)                                       |
| 1938       | ф | Ломая лёд                            | Breaking the Ice                   | Джадд                                                             |
| 1938       | ф | Школа преступности                   | Crime School                       | Морган                                                            |
| 1938       | ф | Вызывают Гавайи                      | Hawaii Calls                       | гавайский полицейский                                             |
| 1938       | ф | Невидимая угроза                     | The Invisible Menace               | полковник Роджерс                                                 |
| 1938       | ф | Маленькая чистокровная мисс          | Little Miss Thoroughbred           | окружной прокурор Шеридан                                         |
| 1938       | ф | Ночной ястреб                        | The Night Hawk                     | капитан Тиг                                                       |
| 1938       | ф | Сыромятная плеть                     | Rawhide                            | шериф Кейл                                                        |
| 1938       | ф | Безопасность в цифрах                | Safety in Numbers                  | шеф полиции                                                       |
| 1938       | ф | Долина титанов                       | Valley of the Giants               | шериф Грейбер                                                     |
| 1938       | ф | Следующий раз я женюсь               | Next Time I Marry                  | А. Л. Баттерфилд (в титрах не указан)                             |
| 1938       | ф | Молодой доктор Килдар                | Young Dr. Kildare                  | Чарли (в титрах не указан)                                        |
| 1938       | ф | Жизнь в типичном американском городе | Life in Sometown, U.S.A.           | шеф полиции Хэнлон (в титрах не указан)                           |
| 1939       | ф | Ангелы умываются                     | Angels Wash Their Faces            | Хейнс                                                             |
| 1939       | ф | Вызываются все морпехи               | Calling All Marines                | Большой Джо Келли                                                 |
| 1939       | ф | Беглец на свободе                    | Fugitive at Large                  | капитан тюремной охраны                                           |
| 1939       | ф | Тихоокеанский лайнер                 | Pacific Liner                      | Дэдайз                                                            |
| 1939       | ф | Встань и дерись                      | Stand Up and Fight                 | бригадир Росс                                                     |
| 1939       | ф | Неприятности на закате               | Trouble in Sundown                 | Росс Даггетт                                                      |
| 1939       | ф | Двенадцать многолюдных часов         | Twelve Crowded Hours               | Джордж Костейн                                                    |
| 1939       | ф | Шантаж                               | Blackmail                          | южный шериф (в титрах не указан)                                  |
| 1939       | ф | Маршал на границе                    | Frontier Marshal                   | выигравший игрок в карты (в титрах не указан)                     |
| 1939       | ф | Горбун из Нотр-Дама                  | The Hunchback of Notre Dame        | благородный гражданин, подписывающий петицию (в титрах не указан) |
| 1939       | ф | Человек победы                       | Man of Conquest                    | агент по индийским делам (в титрах не указан)                     |
| 1939       | ф | Микки Кид                            | Mickey the Kid                     | Валдо (в титрах не указан)                                        |
| 1940       | ф | Зеленый Шершень                      | The Green Hornet                   | Кертис Монро                                                      |
| 1940       | ф | Энди Харди встречает дебютантку      | Andy Hardy Meets Debutante         | мистер Каррилло                                                   |
| 1940       | ф | Дом на берегу залива                 | The House Across the Bay           | Кроули                                                            |
| 1940       | ф | Шумиха                               | Hullabaloo                         | мистер Уилсон                                                     |
| 1940       | ф | Маленькие помощники агентов ФБР      | Junior G-Men                       | Брэнд                                                             |
| 1940       | ф | Бездушные мужчины                    | Men Without Souls                  | капитан Уайт                                                      |
| 1940       | ф | Закон прерий                         | Prairie Law                        | Пит Гор                                                           |
| 1940       | ф | Святой берётся за дело               | The Saint Takes Over               | Макс Бремер                                                       |
| 1940       | ф | Молодёжь обслужат                    | Youth Will Be Served               | шериф                                                             |
| 1940       | ф | Парень из Фарго                      | The Fargo Kid                      | Ник Кейн                                                          |
| 1940       | ф | Моя любимая супруга                  | My Favorite Wife                   | полицейский детектив, арестовывающий Ника (в титрах не указан)    |
| 1940       | ф | Золотая лихорадка Мэйзи              | Gold Rush Maisie                   | лаборант (в титрах не указан)                                     |
| 1940       | ф | Убийство в небе                      | Sky Murder                         | Обервайзер (в титрах не указан)                                   |
| 1940       | ф | Открыто по ошибке                    | Opened by Mistake                  | Харриган, гостиничный детектив (в титрах не указан)               |
| 1940       | ф | Безымянные женщины                   | Women Without Names                | охранник (в титрах не указан)                                     |
| 1941       | ф | Билли Кид                            | Billy the Kid                      | Кэсс Макэндрюс, шериф                                             |
| 1941       | ф | Гробы на колёсах                     | Coffins on Wheels                  | Ник, тоговец подержанными автомобилями                            |
| 1941       | ф | Джонни Игер                          | Johnny Eager                       | Хэллиган                                                          |
| 1941       | ф | Таинственный корабль                 | Mystery Ship                       | Кондор                                                            |
| 1941       | ф | Тихоокеанская светомаскировка        | Pacific Blackout                   | гостиничный клерк                                                 |
| 1941       | ф | Скачи, Келли, скачи                  | Ride, Kelly, Ride                  | Луис Беккер                                                       |
| 1941       | ф | Робин Гуд из Пекоса                  | Robin Hood of the Pecos            | Амбруаз Баллард                                                   |
| 1941       | ф | Цветы в пыли                         | Blossoms in the Dust               | Харрингтон (в титрах не указан)                                   |
| 1941       | ф | Кабак                                | Honky Tonk                         | человек со смолой (в титрах не указан)                            |
| 1941       | ф | Они не рискуют любить                | They Dare Not Love                 | майор Кенлейн (в титрах не указан)                                |
| 1942       | ф | Псевдоним Бостонский Блэки           | Alias Boston Blackie               | Джамбо Мэдиган                                                    |
| 1942       | ф | Рождённая петь                       | Born to Sing                       | капитан полиции                                                   |
| 1942       | ф | Ночной полёт                         | Fly-By-Night                       | Далиг                                                             |
| 1942       | ф | Серебряная королева                  | Silver Queen                       | шериф                                                             |
| 1942       | ф | Приключения Тарзана в Нью-Йорке      | Tarzan's New York Adventure        | полковник Ральф Сёрджент                                          |
| 1942       | ф | Бостонский Блэки едет в Голливуд     | Boston Blackie Goes Hollywood      | Джамбо Мэдиган (в титрах не указан)                               |
| 1942       | ф | Дорога в Марокко                     | Road to Morocco                    | торговец фруктами (в титрах не указан)                            |
| 1942       | ф | Воскресный удар                      | Sunday Punch                       | боксёрский промоутер (в титрах не указан)                         |
| 1942       | ф | Жена выбирает листовку               | The Wife Takes a Flyer             | агент Гестапо (в титрах не указан)                                |
| 1942       | ф | Незабываемая ночь                    | A Night to Remember                | Луис Кауфман (в титрах не указан)                                 |
| 1943       | ф | Благородный гангстер                 | A Gentle Gangster                  | Эл Мэлоун                                                         |
| 1943       | ф | Леди идёт на риск                    | A Lady Takes a Chance              | босс в игровом доме                                               |
| 1943       | ф | Шепчущие шаги                        | Whispering Footsteps               | детектив Брэд Долан                                               |
| 1943       | ф | После полуночи с Бостонским Блэки    | After Midnight with Boston Blackie | Джо Хершел (в титрах не указан)                                   |
| 1943       | ф | Шанс всей жизни                      | The Chance of a Lifetime           | Джамбо Мэдиган (в титрах не указан)                               |
| 1944       | ф | Китайский кот                        | Charlie Chan in The Chinese Cat    | Уебстер Дикон                                                     |
| 1944       | ф | Ночное преступление                  | Crime by Night                     | шериф Макс Амберс                                                 |
| 1944       | ф | Девичий порыв                        | Girl Rush                          | »Честный» Грег Барлан                                             |
| 1944       | ф | Леди в камере смертников             | Lady in the Death House            | детектив                                                          |
| 1944       | ф | Последняя поездка                    | The Last Ride                      | капитан Батлер                                                    |
| 1944       | ф | Преступление на речной лодке         | Mystery of the River Boat          | шеф полиции Ф. Е. Дюмон                                           |
| 1944       | ф | Разбойничий след                     | Outlaw Trail                       | Честный Джон Траверс                                              |
| 1944       | ф | Волна, женский корпус и морпех       | A Wave, a WAC and a Marine         | Майк                                                              |
| 1944       | ф | Танцы на Манхеттене                  | Dancing in Manhattan               | инспектор Кирби                                                   |
| 1944       | ф | Ночи в Таити                         | Tahiti Nights                      | вождь Энока                                                       |
| 1944       | ф | Рождественские каникулы              | Christmas Holiday                  | Тедди Джордан (в титрах не указан)                                |
| 1944       | ф | Роджер Туи, гангстер                 | Roger Touhy, Gangster              | Эдвард Лэтем (в титрах не указан)                                 |
| 1944       | ф | Кисмет                               | Kismet                             | Херальд (в титрах не указан)                                      |
| 1944       | ф | День полета без мяса                 | Meatless Flyday                    | Паук (голос, в титрах не указан)                                  |
| 1944       | ф | В седле                              | Tall in the Saddle                 | Кэп, бармен (в титрах не указан)                                  |
| 1944       | ф | Свистун                              | The Whistler                       | Гас, бармен (в титрах не указан)                                  |
| 1944       | ф | Уилсон                               | Wilson                             | Чарльз Ф. Мерфи (в титрах не указан)                              |
| 1945       | ф | Сиско Кид возвращается               | The Cisco Kid Returns              | Дженнингс, наёмный убийца                                         |
| 1945       | ф | Доки Нью-Йорка                       | Docks of New York                  | Компо                                                             |
| 1945       | ф | Королева джунглей                    | Jungle Queen                       | Тамбоза Тим                                                       |
| 1945       | ф | Секретный агент X-9                  | Secret Agent X-9                   | Счастливчик Кэмбер                                                |
| 1945       | ф | Она получает своего мужчину          | She Gets Her Man                   | шеф полиции Броуди                                                |
| 1945       | ф | Тигрица                              | The Tiger Woman                    | инспектор Генри Леггетт                                           |
| 1945       | ф | Загнанный в угол                     | Cornered                           | детектив (в титрах не указан)                                     |
| 1945       | ф | Сила Свистуна                        | The Power of the Whistler          | аптекарь (в титрах не указан)                                     |
| 1945       | ф | Улица греха                          | Scarlet Street                     | Ник (в титрах не указан)                                          |
| 1945       | ф | Тысяча и одна ночь                   | A Thousand and One Nights          | аукционист (в титрах не указан)                                   |
| 1946       | ф | Блондинка на день                    | Blonde for a Day                   | инспектор Пит Рэфферти                                            |
| 1946       | ф | Стеклянное алиби                     | The Glass Alibi                    | Ред Хоган                                                         |
| 1946       | ф | Невидимый информатор                 | The Invisible Informer             | шериф Ладо                                                        |
| 1946       | ф | Алый всадник                         | The Scarlet Horseman               | Амиго Маньяна                                                     |
| 1946       | ф | Инсайдерская работа                  | Inside Job                         | капитан полиции Мартин (в титрах не указан)                       |
| 1946       | ф | Безоговорочно                        | Without Reservations               | поручитель по внесению залога (в титрах не указан)                |
| 1946       | ф | Леди в озере                         | Lady in the Lake                   | тюремщик (в титрах не указан)                                     |
| 1947       | ф | Дочь фермера                         | The Farmer's Daughter              | Свини                                                             |
| 1947       | ф | Похорони меня мёртвой                | Bury Me Dead                       | детектив (в титрах не указан)                                     |
| 1947       | ф | Отчаянный                            | Desperate                          | Эйс Морган (в титрах не указан)                                   |
| 1947       | ф | Синдбад-мореход                      | Sinbad, the Sailor                 | Хассан Бен Хассан (в титрах не указан)                            |
| 1948       | ф | Опасные воды                         | Perilous Waters                    | босс                                                              |
| 1948       | ф | Джо Палука бьётся до безумия         | Joe Palooka in Fighting Mad        | комиссар Р. Е. Карфтер                                            |
| 1948       | ф | Клинок мстителя                      | Sword of the Avenger               | граф Веласкес                                                     |
| 1948       | ф | В этом углу                          | In This Corner                     | Малыш Рид                                                         |
| 1948       | ф | Королева Эстер                       | Queen Esther                       | Чемберлен                                                         |
| 1948       | ф | Бунгало 13                           | Bungalow 13                        | офицер полиции (в титрах не указан)                               |
| 1948       | ф | Звонить: Нортсайд 777                | Call Northside 777                 | второй бармен (в титрах не указан)                                |
| 1948       | ф | Уличная гонка                        | Race Street                        | клиент алкогольного кафе (в титрах не указан)                     |
| 1948       | ф | Ангел с Десятой авеню                | Tenth Avenue Angel                 | Хиггинс (в титрах не указан)                                      |
| 1948       | с | Общественный защитник                | Public Prosecutor                  | Лэтч (1 эпизод)                                                   |
| 1949       | с | Диванный детектив                    | Armchair Detective                 | (1 эпизод)                                                        |
| 1949— 1950 | с | Тайны Чайнатауна                     | Mysteries of Chinatown             | регулярная роль                                                   |
| 1950       | ф | Нэнси едет в Рио                     | Nancy Goes to Rio                  | капитан Ритчи (в титрах не указан)                                |
| 1951       | с | Детектив на первую полосу            | Front Page Detective               | (1 эпизод)                                                        |